# Hehe

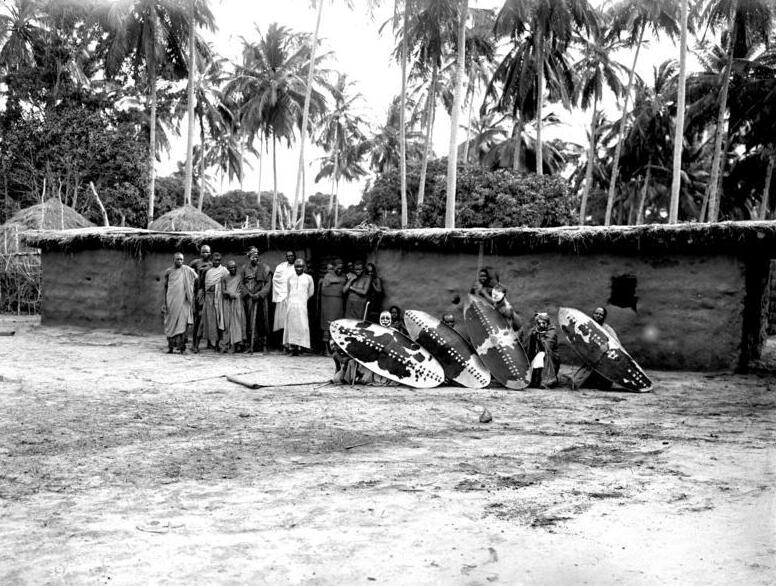
Hehe aus Iringa während der deutschen Kolonialzeit

Die Hehe (auch Wahehe) sind eine Ethnie in Tansania.

## Entstehung der Hehe
Die Hehe-Gesellschaft, deren Siedlungsschwerpunkt um die Stadt Iringa liegt, bildete sich aus einer Verschmelzung mehrerer ursprünglich selbstständiger, aber verwandter Einheiten heraus, die Mitte des 19. Jahrhunderts Chief Munyigumba aus der Muyinga-Dynastie vereinigte.
Militärisch adaptierten die Hehe Waffen und Taktik der Zulus, die durch im Zuge der Mfecane nach Tansania vorstoßende Nguni in dieses Gebiet gelangten. Durch Weiterentwicklung dieser Techniken entwickelten sie sich zum wichtigsten Machtfaktor der Region.

## Die Hehe unter deutscher Kolonialherrschaft
Unter Chief Mkwawa leisteten die Stammesmitglieder lange erbitterten Widerstand gegen die deutsche Kolonialmacht. 1891 gelang ihnen im Gefecht bei Rugaro ein Sieg über eine deutsche Militärexpedition unter Kommandeur Emil von Zelewski, der einen nachhaltigen Eindruck auf die deutsche Öffentlichkeit machte. Erst im Oktober 1894 wurden sie durch die deutsche Schutztruppe unter Friedrich von Schele gewaltsam unterworfen. Chief Mkwawa führte noch bis 1898 einen Guerillakrieg gegen die Kolonialmacht, dessen Schlusspunkt der Selbstmord des Chiefs war.
Im Maji-Maji-Aufstand (1905–1908) verhielten sich die Hehe hingegen überwiegend loyal gegenüber den Deutschen und stellten Hilfstruppen (Rugaruga).

## Sprache
Das Kihehe, die Sprache der Hehe, gehört innerhalb der Niger-Kongo-Sprachen zu den Bantusprachen. Die Zahl der Sprecher wird auf 750.000 geschätzt (1994).